# Dinu Grigorescu
Dinu Grigorescu (n. 4 iunie 1938, Ploiești, România) este dramaturg, poet, prozator, jurnalist și specialist în administrația publică, fiind unul dintre cei mai prolifici dramaturgi români din generația optzecistă. A publicat 52 de cărți de teatru, poezie și proză, 65 comedii (din care i s-au jucat doar 10), și 5 volume de critică de teatru.

## Biografie

### Copilăria și adolescența
S-a născut la 4 iunie 1938 la Ploiești, fiul Ioanei Popescu și al avocatului Paul Grigorescu, membru al Partidului Național Țărănesc și apropiat al lui Iuliu Maniu, condamnat 20 de ani la muncă silnică de comuniști, fapt ce avea să-i marcheze nefast tinerețea dramaturgului, așa cum a scris în piesa Ultima cafea cu Iuliu Maniu. Bunicul patern Ioan Grigorescu, originar din Comarnic, a fost Inspector General Școlar, întemeietor de școli și cămine pentru învățători în Ploiești și Județul Prahova, decorat de Regele Ferdinant al României cu ordinele Steaua României și Coroana României pentru activitatea didactică de excepție și întemeierea de așezăminte de învățământ, conform unor fotografii de arhivă, una expusă la Liceul din Comarnic. Ion Grigorescu a fost și un lider al PNL Prahova, coleg și camarad cu Ion G. Ionescu-Quintus, tatăl lui Mircea Ionescu Quintus în perioada interbelică.  Bunicul matern Ion Popescu a murit pe front în 1916 la un an după căsătoria cu Constanța Popescu, bunica maternă, care, fiind văduvă de război cu un copil la doar 15 ani, ulterior s-a recăsătorit cu tovarășul de război al primului soț, Ștefan Stroe Petrescu, Senator de Prahova (1929-1932)  pentru PNȚCD și Prefect al orașului Ploiești (1933). 
După bombardamentul casei părintești din Ploiești de către americani în duminica neagră din 1 August 1943 (operațiunea Tidal Wave) părinții lui s-au refugiat la Sinaia, unde Dinu Grigorescu a făcut clasele 1-8 la Școala Primară Carmen Silva, cu excepția clasei a 3-a când a venit pentru un an la București și a urmat Colegiul german Sf. Iosif. După venirea comuniștilor la putere cu regimul lui Petru Groza în 1952, la terminarea clasei a 8-a, Dinu Grigorescu a primit o scrisoare prin care i se interzicea să se înscrie la liceu și era trimis la școala de ucenici minieri de la Petroșani pentru reeducare. Disperați, părinții lui Paul și Ioana Grigorescu au intentat un divorț fictiv pentru a-l proteja pe fiu de povara dosarului politic al tatălui. După acest divorț, mama și bunica lui s-au mutat la București, și Dinu Grigorescu a reușit să se înscrie la Colegiul Național Sfântul Sava, care la vremea respectivă dura doar 2 ani. În 1956 tatăl scriitorului, avocatul Paul Grigorescu a fost condamnat la muncă silnică și trimis la închisorile din Jilava, Gherla, Râmnicu-Sărat și Periprava. A fost eliberat la marea amnistIe din 1964. Din cauza ‚originii nesănătoase’, Dinu Grigorescu nu s-a putut înscrie la Facultatea de Drept a Universității din București la cursurile de zi și a trebuit să își declare în mod fals tatăl mort pentru a fi admis la cursurile fără frecvență.
Obligat să devină muncitor pentru a-și putea completa studiile universitare, Dinu Grigorescu absolvă Facultatea de Drept în 1959, dar i se refuză accesul în justiție. Devine șomer apoi lucrează ca funcționar mărunt la un spital, până reușește să intre ca jurist la Primăria capitalei (1 oct. 1965) și apoi la Consiliul Popular al Sectorului 4 (1971). Blocat de dosarul prost, nu poate accede în redacții și în viața culturală oficială unde se formau destinele scriitoricești ale epocii. Rupt de generația sa a devenit și a rămas tot timpul un singuratic.

### Începutul carierei literare, perioada înainte de revoluția din 1989
Dinu Grigorescu a debutat în 1978 cu o comedie domestică, Ciripit de păsărele, la Teatrul de Comedie din București regizată de Sanda Manu și având o distribuție formată numai din monștri sacrii ai epocii: Stela Popescu, Vasilica Tastaman, Iurie Darie, Stefan Tapalagă, Valentin Plătăreanu. Scriitura deloc tributară clișeelor epocii i-a asigurat autorului dramatic priză la spectatori din toate generațiile și treptat și aprecierile criticilor de prestigiu ai epocii. Piesa s-a jucat cu săli pline 108 spectacole timp de trei stagiuni. 
În programul de sala de la premiera Ulciorul nu merge de multe ori la apă, la Teatrul din Petroșani (1980) aflăm că dramaturgul  "a început să scrie teatru de la 20 de ani. I se reprezintă pe scena Teatrului din Brașov în stagiunea 1976-77 piesa Nuntă cu Dar, ca unul dintre cei trei B din pseudonimul Bogdan B. Bogdan (în ordine alfabetică Dinu Grigorescu, Radu Aneste Petrescu și Tudor Popescu) în regia semnată de Florin Fătulescu, și la teatrul nostru în regia aceluiași și scenografia lui Ștefan Barath, sub titlul Mireasă fără mire."
A urmat piesa care l-a consacrat: Fluturi de noapte la Teatrul Tineretului din Piatra Neamț (1982-1985) și o altă premieră, oprită de cenzură, Plimbare cu telescaunul, la Teatrul Maria Filloti din Brăila, regia Constantin Codrescu.
În 1988 debutează editorial în Colecția Rampa a Editurii Eminescu unde i se publică versiuni ale comediilor Ciripit de Păsărele și Fluturi de noapte.

### Maturitate, perioada post revoluționară
Imediat după revoluția din 1989, Dinu Grigorescu a înființat împreună cu regizorul Tudor Mărăscu, Societatea Teatrală Scorpion, cu primul teatru particular din România postdecembristă și publicațiile săptămânale Scorpion, cu Suplimentul Rampa - serie nouă, și Trei pe un balansoar (redactori șefi George Genoiu și dr. Ion Bogdan).
La 26 decembrie 1992 este numit prin decizia Primul Ministru Theodor Stolojan Secretar General al municipiului București. A lucrat cu 4 primari generali (1991-1999) experiențe descrise în volumul de proză memorialistică “Divina Primărie”. În aceasta calitate a colaborat în multe programe culturale naționale și internaționale, în demararea acțiunilor de retrocedarea imobilelor către foștii proprietari, reformarea legislației locale și în acțiuni de pionierat vizând ocrotirea copiilor străzii colaborând cu “Salvați copiii” și asociația catolică umanitară “Concordia” de la Viena.
A reprezentat capitala țării la numeroase întâlniri și dialoguri internaționale pe trei continente și la Bruxelles cu înalți reprezentanți ai Consiliului Europei. 
Pe 1 aprilie 1997 a fost invitat să–și prezinte volumele de teatru The Wild East, Three Comedies (Ed. Olimp) Iadul vesel, 7 comedii jucate (Ed. R. A. I.) și Estul sălbatic, 5 comedii inedite (Ed. R. A. I.)  la Centrul Cultural Român de la New York în prezența lui Andrei Serban, Nina Cassian și a altor prestigioși artiști din diaspora.
Din 1997 înființează Fundația Spirit Românesc Pro Arte și Caritate Arhivat în 11 ianuarie 2022, la Wayback Machine. și coordonează editura de teatru Ghepardul, unde iși va publica o parte din comedii dar și piese ale unor  dramaturgi valoroși români și străini (Ion Groșanu, Marcel Tohatan, O. Soviany, Lao She, Liao Yimei, Alexandra Ares și Emil Lungeanu).
În perioada când a fost Secretar General al Primăriei Capitalei, Dinu Grigorescu a sprijinit două festivaluri naționale I. L. Caragiale, un festival de la Sibiu, numeroase inițiative actoricești, colaborări culturale cu omologi din Ungaria și China.
În anul 2002 devine Consilier Personal al noului Premier Adrian Năstase și Subprefect al Capitalei, fiind ulterior demis cu întreaga conducere a prefecturii, momente ce sunt incluse în cartea Farse la Palatul Victoriei.
La 65 ani părăsește definitiv munca administrativă de pe poziția de Director la Cabinetul Președintelui Agenției Naționale a Funcționarilor Publici, fiind recompensat cu diplome guvernamentale pentru serviciile aduse în administrația locală din Romania și se dedică total scrisului și activităților teatrale și publicistice.
Meritele din cariera sa administrativă au fost răsplătite și cu Ordinul Francesco de Miranda conferit de președintele Venezuelei în l997 la propunerea ambasadorilor țărilor bolivariene și Diploma de excelență Samuel David pentru curajul și inteligența cu care promovează prietenia româno-americană, oferită de Consulatul General al României de la New York, dar și de numeroase scrisori de mulțumire de la ambasadori ai SUA, Franței, Austriei și de la Casa Albă.

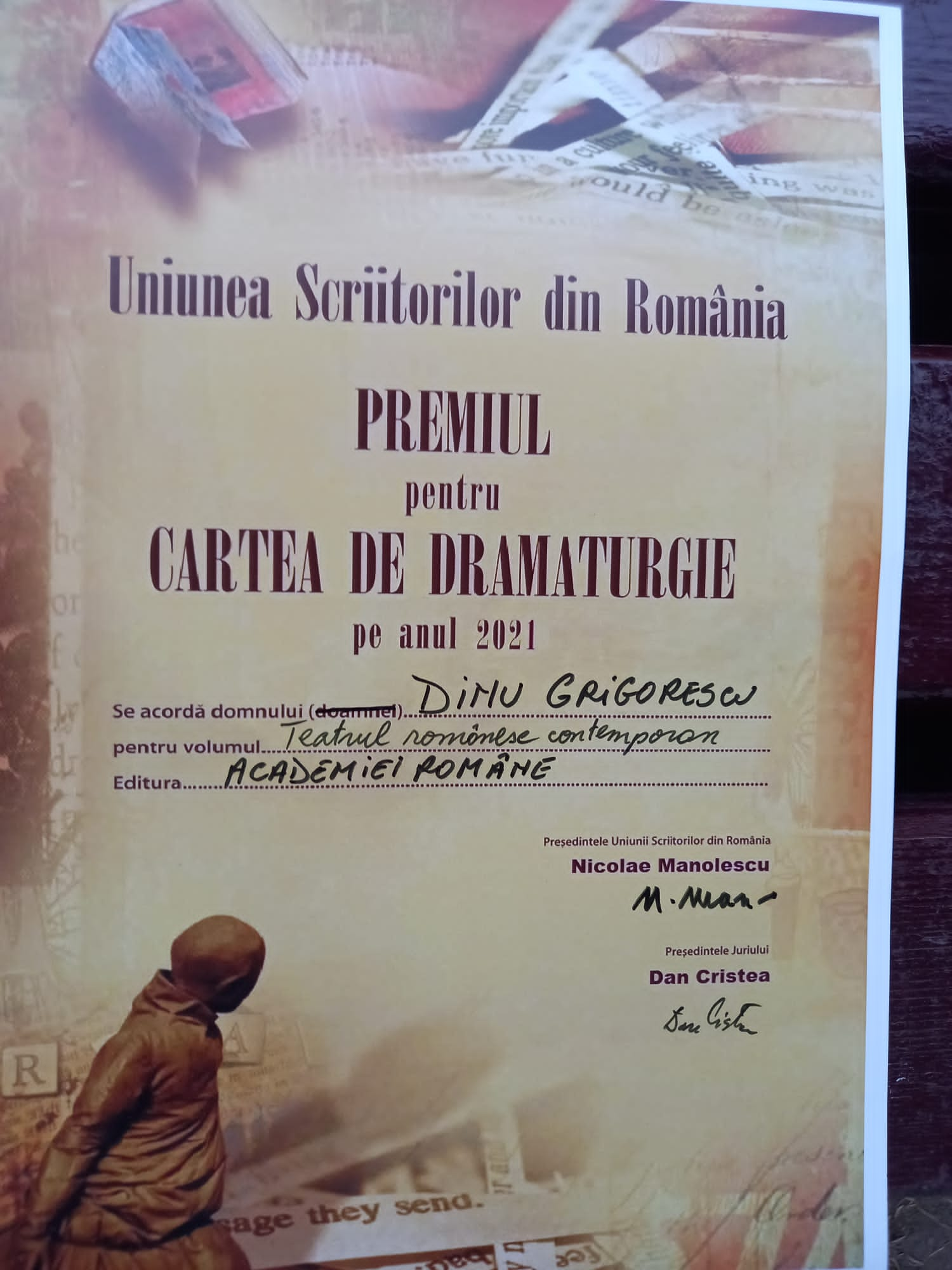

### Anii de antreprenoriat teatral și jurnalism cultural
În anul 2016 a înființat o compania teatrală independentă, Teatrul Zamora, cu sediul la Sinaia și spectacole pe Valea Prahovei și la Teatru Dramaturgilor din București. De asemenea a fondat ziarul de teatru, poezie, umor și opinii Ciripit de păsărele.
În anul 2019 a fondat revista teatrală lunară Rinocerul care a înlocuit ziarul Ciripit de Păsărele.
În anul 2021 a inițiat și organizat Gala Premiilor revistei „Rinocerul” și ale editurii „Ghepardul”. GALA a acorda 30 de premii cu ocazia aniversării a 30 de ani a editurii Ghepardul și a 3 ani a revistei Rinocerul, printre laureați regăsindu-se personalități din lumea teatrului și literaturii românești: D. R. Popescu, Radu F. Alexandru, Mircea M. Ionescu, Olga Delia Mateescu, Mihai Ispirescu, George Volceanov, Horia Gârbea, Lucia Verona, Candid Stoica, Grid Modorcea, Mircea Cornișteanu, Alexa Visarion, Mihai Lungeanu, Felix Alexa, Lucian Sabados, Petru Hadârcă, Marius Bodochi, Horațiu Mălăele, Mircea Rusu, Cerasela Iosifescu, Daniela Nane, Claudia Motea, Marinela Țepuș, Dorina Roman, Luminița Borta, Andrada Chiriac.
Apreciat și controversat, aplaudat și invidiat, Dinu Grigorescu, a știut și a putut depăși situații dificile de viață, marginalizări în carieră, nedreptăți, dovedind competență, rapiditate în acțiuni, curaj, echidistanță, omenie și un fond de altruism recunoscut de majoritatea celor care au lucrat cu el atât în administrație cât și în sfera literaturii și artei.

## Premii și distincții

### Premii de dramaturgie
- Premiul pentru Cartea de Dramaturgie pe anul 2021 oferit de Uniunea Scriitorilor din România pentru volumul Teatru Românesc Contemporan (Zece comedii), Ed. Academiei Române, 30 mai 2022.
- Premiul Opera Omnia oferit de Asociația Scriitorilor din București pentru volumele Opera Omnia (20 de comedii), Ed. Tipo Moldova, 2015.
- Trofeul Dramaturgi de Onoare conferit de Festivalul Teatrelor Dunărene, Giurgiu, 2014.
- Premiu pentru întreaga sa creație teatrală comico-satirică acordat de Societatea umoristică “Păcală” și Revista “Harababura,” conduse de regizorul Geo Saizescu, 2004.
- Medalia Jubiliară Caragiale oferită de Consiliul Județean Prahova cu ocazia împlinirii a 150 de ani de la nașterea mareului scriitor, 2002.
- Premiul de dramaturgie oferit de Asociația Scriitorilor din București pentru volumul Iadul Vesel, Ed. RAI, 1995.
- Premiul Teatrului de Comedie pentru Ciripit de păsărele, 1978.

### Diplome și distincții
- Premiul ASPE „Ion Floricică” ‒ creație literară și jurnalistică pentru managementul revistelor de cultură „Rinocerul” și „Ciripit de păsărele”, precum și pentru articolele publicate,  mai 2021.
- Trofeul Galele ASPE 2020 pentru sprijinul și contribuția aduse culturii românești și sinăiene; Premiul Casino Sinaia pentru contribuții în artele spectacolului și implicarea în viața cultural-artistică a orașului Sinaia cu Trupa de Teatru Zamora; Diplomă de Excelență în calitate de președinte al Fundației „Spirit Românesc Pro − Arte și Caritate”, pentru colaborare, sprijin și contribuții în acțiunile ASPE, • febr. 2020
- Diploma de Excelență cu ocazia Zilei Dramaturgiei Românești (semnată de prof. univ. dr. Ioan Cristescu, George Mihăiță, Marius Bodochi și Radu F. Alexandru), noiembrie 2019.
- Medalia Casei de Cultură „Tudor Mușatescu” din Câmpulung Muscel acordată de directorul Liviu Florian Cioacă, iunie 2017.
- Diplomă de atlet al literaturii pentru participarea valoroasă la „Maratonul Poeziei”, organizat pe Autostrada Culturală Comarnic – Sinaia – Brașov, în cadrul Salonului de Carte și Muzică (ediția a VI-a, Casino Sinaia), acordată de Societatea Scriitorilor Prahoveni (arbitri de parcurs: Florin Dochia și Codruț Radi), cu sprijinul ASPE (președinte: Claudiu Istrate), 2016.
- Atestat de poet maratonist pentru excelența încântătoare a prestației artistice de la „Maratonul Poeziei” din Câmpina, august 2015.
- Premiul pentru Critică teatrală acordat de Revista „Luceafărul de dimineață” (director: Dan Cristea) pentru originalitatea și veracitatea punctelor de vedere exprimate, iulie 2015
- Premiul Centrului Socio-Cultural „Jean-Louis Calderon” acordat cu ocazia celei de-a 77-a aniversări, iunie 2015.
- Diploma de Excelență a Festivalului Internațional al Teatrului de Studio „Davila Studio Interfest” (ediția a XVIII-a, Pitești) pentru volumul Trilogie satirică: Nunțile, 2014.
- Nominalizare la Marele Premiu Național de Literatură al Festivalului de la Cluj pentru volumul Rezervația Dramaturgilor: De la Aristofan la Fast-food, 2014.
- Diploma de Excelență a Festivalului Callatis (Mangalia) pentru volumele Comedii domestice și Rezervația Dramaturgilor: De la Aristofan la Fast-food, aug. 2014.
- Diplomă de Merit acordată de Filiala Autorilor Dramatici Bucureșteni (semnată de Horia Gârbea) pentru promovarea deosebită a literaturii române, ian 2014.
- Diplomă de Excelență acordată de Uniunea Scriitorilor din România (semnată de Nicolae Manolescu) pentru prețioasa activitate literară la 75 de ani, ian. 2014.
- Certificat de Atribuire a includerii în Enciclopedia Personalităților din România (culegere a biografiilor personalităților din domeniul economiei, politicii, științei, culturii și artei), acordat de The International Business Who is Who Corp. (Panama) și Who is Who, Verlag für Personenenzyklopädien AG (Elveția), oct, 2006.
- Diplomă de Onoare acordată de Asociația de Prietenie Româno-Chineză pentru contribuția adusă la dezvoltarea relațiilor culturale bilaterale, oct. 2005.
- Premiul pentru întreaga creație teatrală comico-satirică acordat de Societatea Umoristică „Păcală” și de Revista „Harababura” (președinte: Geo Saizescu), 2004.
- Medalia și Diploma de Excelență acordate de Consiliul Județean Prahova cu ocazia aniversării a 150 de ani de la nașterea lui I. L. Caragiale, 2002.
- Trei Diplome de Performanță în administrația publică acordate de Guvernul României, 2001, 2002, 2003.
- Omul Zilei acordat de „Jurnalul Național,” 4iunie 1998.
- Ordinul Fundației „Cavaler Zăgănescu,” sept. 1997
- Diploma de temerar „Samuel Damian” acordată de Consulul General al României de la New York pentru curajul și inteligența în promovarea prieteniei româno-americane, 1997.
- Ordinul Francesco de Miranda pentru contribuții culturale deosebite în relațiile României cu statele bolivariene, acordat de președintele Venezuelei, 1995.
- O scrisoare de mulțumire de la Casa Albă din partea Primei Doamne Hillary Clinton, 1996.
- Aprecierea, binecuvântarea scrisă și mulțumirea Patriarhului Teoctist pentru sprijinul acordat Bisericii Ortodoxe, 1996.
- Certificat de Merit pentru includerea în cea de-a XXIII-a ediție a Dicționarului Biografiilor Internaționale, acordat de Centrul Biografic Internațional din Cambridge (Anglia), 1994.
- Diplomă de Onoare pentru sprijinul generos și dezinteresat acordat apărării și consolidării victoriei Revoluției române din decembrie 1989 și din Europa Centrală și de Sud-Est, 1994.
- Premiul de Dramaturgie pe anul 1994 al Asociației Scriitorilor din București acordat de Iosif Naghiu pentru satira Valsul lebedelor 1994.
- Aprecieri pentru colaborare semnate de ambasadorii Statelor Unite ale Americii, Chinei, Franței, Austriei, Turciei și Greciei la București, 1992-1998

## Spectacole jucate/piese reprezentate scenic
• 2017 ‒ 2018: Buletinul meteo, Teatrul Zamora ‒ Casa de Cultură din Comarnic, Teatrul Dramaturgilor Români din București și Centrul Cultural „Aurel Stroe” din Bușteni, regia: Horia Bârleanu
• 2016 ‒ 2017: Bunica la Istanbul, Teatrul Zamora ‒ Centrul Cultural „Aurel Stroe” din Bușteni, Casino Sinaia și Amfiteatrul Colegiului Național „Dinicu Golescu” din Câmpulung Muscel, regie de autor
• 2014 ‒ 2016: Ciripit de păsărele – Ulii nu se țin în colivie, Teatrul „Alexandru Davila” din Pitești, regia: Matei Varodi
• 2011: Horoscopul Puterii, Teatrul „Tudor Vianu” din Giurgiu, regie de autor
• 1998: Bunica la Istanbul, Teatrul de Revistă „Constantin Tănase” din București și la Gala Umorului de la Vaslui, regia: Constantin Dinischiotu
• 1997 ‒ 2001: Nuntă cu miliar...dar, Teatrul Evreiesc de Stat din București, regia: Constantin Dinischiotu
• 1993: Valsul lebedelor, Teatrul de Stat „G. A. Petculescu” din Reșița, regia: Constantin Dicu; turneu bucureștean la Teatrul de Comedie, 1995
• 1992: Jaguar Party, Teatrul „Urmuz” din București, regia: Mircea Marin
• 1991: Miss Babele (prima comedie românească postrevoluționară jucată în România), Teatrul „Victor Ion Popa” din Bârlad, regia: Bogdan Ulmu
• 1986 ‒ 1987: Fluturi de noapte, Teatrul „Victor Ion Popa” din Bârlad, 100 de spectacole în șase luni, regia: Bogdan Ulmu 
• 1986: Plimbare cu telescaunul, Teatrul „Maria Filotti” din Brăila,  regia: Constantin Codrescu
• 1983 ‒ 1985: Fluturi de noapte, Teatrul Tineretului din Piatra Neamț, 80 de spectacole și două Săli Polivalente din București în turneu, regia: Mircea Marin 
• 1982: Ulciorul nu merge de multe ori la apă, Teatrul de Stat „Valea Jiului” Petroșani, regia: Ion Simionescu
• 1978 − 1981: Ciripit de păsărele, Teatrul de Comedie din București, 105 spectacole, regia: Sanda Manu
• 1977 ‒ 1978: Mireasa fără mire (text: Bogdan B. Bogdan − pseudonimul lui Dinu Grigorescu, Tudor Popescu și Radu Aneste Petrescu), Teatrul de Stat „Valea Jiului” Petroșani, regia: Florin Fătulescu
• 1975 ‒ 1977: Nuntă cu dar (text: Bogdan B. Bogdan − pseudonimul lui Dinu Grigorescu, Tudor Popescu și Radu Aneste Petrescu), Teatrul Dramatic din Brașov, regia: Florin Fătulescu.

## Spectacole radiofonice
• 2016: Ultima cafea cu Iuliu Maniu, Teatrul Național Radiofonic − Radio România Actualități, regia: Mihai Lungeanu
• 2008: Autostrada broaștelor, Teatrul Național Radiofonic − Radio România Actualități, regia: Mihai Lungeanu
• 2001: Ciripit de păsărele, Teatrul Național Radiofonic − Radio România Actualități, regia: Constantin Dinischiotu
• 1997: Bunica la Istanbul, Teatrul Național Radiofonic − Radio România Actualități, regia: Dan Puican
• 1996: Valsul lebedelor, Teatrul Național Radiofonic − Radio România Actualități, regia: Dan Puican

## Spectacole TV
• 1994: Valsul lebedelor, Teatrul Național de Televiziune (TVR 1, TVR 2 și TVR Internațional – 15 reluări), regia: Constantin Dicu, spectacol prezentat și la Festivalul de Teatru de la Plovdiv, 1994

## Spectacole lectură
• 2019: Maidanezul, Salonul Cărții „Luceafărul” din București și Studioul „Horia Bernea” ‒ Muzeul Țăranului Român, regie de autor
• 2019: O bunică de milioane, Cenaclul „Dragon 2” de la Teatrul de Comedie din București, co-autor alături de Alexandra Ares, regia: Candid Stoica
• 2019: Nene Iancule, te iubim!, Teatrul Zamora, spectacol-coupé cu texte din I. L. Caragiale și Dinu Grigorescu prezentat la Centrul Cultural „Carmen Sylva” din Sinaia, regia: Felicia Mîrza
• 2018: Mamaia în Himalaya, Teatrul de Comedie din București, spectacol aniversar cu ocazia împlinirii a 40 de ani de la debutul scenic și a 80 de ani de viață, regia: Candid Stoica
• 2017: Buletinul meteo și Dragoste online, Teatrul Zamora, spectacol-lectură cu muzică și mișcare scenică prezentat la Centrul Cultural „Carmen Sylva” din Sinaia, în cadrul celei de-a XXIII-a ediții a Festivalului „Sinaia Forever”, regia: Horia Bârleanu
• 2016: Bunica la Istanbul, Teatrul Zamora, spectacol-lectură cu muzică și mișcare scenică prezentat la Cafeneaua Regală din cadrul Casino Sinaia, regie de autor
• 2016: Girofarul, Clubul Dramaturgilor în parteneriat cu Institutul Cultural Român, Uniunea Scriitorilor și Radio România Cultural, regia: Mihai Lungeanu
• 2015: Ultima cafea cu Iuliu Maniu, Cenaclul „Dragon 2” de la Centrul Socio-Cultural „Jean-Louis Calderon” din București, regia: Candid Stoica
• 2014: Blana de păianjen, Clubul Dramaturgilor în parteneriat cu Institutul Cultural Român, Uniunea Scriitorilor și Radio România Actualități, regia: Vasile Manta
• 2013: Maidanezii (fragmente), Centrul Socio-Cultural „Jean-Louis Calderon” din București, spectacol aniversar cu ocazia împlinirii a 75 de ani de viață, regia: Candid Stoica
• 2013: Gazouillis des oiseaux / Ciripit de păsărele (fragmente), Teatrul „Le Funambule” din Montmartre, în lectura actorilor Héloïse Beaune și Lucien Jérôme, cu ocazia celei de-a XXXIII-a ediții a Salonului Internațional de Carte de la Paris (la care România a fost țară invitată de onoare); versiunea în limba franceză a piesei a fost selectată de către regizoarea Christine Legros-Romero, directorul „Le Théâtre des Femmes”, pentru a fi reprezentată scenic (proiect susținut de Primăria Parisului)
• 2012: Salonul Oglinzilor ‒ Vivat Caragiale!, Clubul Dramaturgilor de la Uniunea Scriitorilor (Sala Oglinzilor), regia: Mihai Lungeanu
• 2008: Schimbare de sex, Clubul Dramaturgilor de la Uniunea Scriitorilor (Sala Oglinzilor), spectacol-lectură prezentat de actorii Teatrului Național „I. L. Caragiale” și ai Teatrului de Comedie din București, regia: Dan Tudor
• 2003: Foșnetul banilor (primul act), Colocviul Național de Dramaturgie al Uniunii Scriitorilor de la Casino Sinaia, spectacol-lectură prezentat de actorii Teatrului Incomod (director: Iurie Darie), regia: Candid Stoica
• 1997: Iadul vesel și Estul sălbatic (fragmente), Teatrul Național ‒ Sala Amfiteatru, regia: Harry Eliad
• 1995: Invitație la ruletă (fragmente din comediile Ruleta americană și Regele broaștelor), Casa Vernescu, spectacol-lectură prezentat de actorii Teatrelor „Mundi” și „Levant” (director: Valeria Seciu), regia: Victor Ioan Frunză
• 1989: Raliul faraonilor, Teatrul Odeon, spectacol-lectură organizat de către Cenaclul Uniunii Scriitorilor și Revista „Teatrul”, regia: Dragoș Galgoțiu
• 1988: Hidrobicicleta, Gala Tânărului Actor de la Costinești, regia: Mihhai Lungeanu
• 1977: Ciripit de păsărele, Cenaclul de Comedie de la Teatrul de Comedie
• 1961: Steaua de la kilometrul zero, Cenaclul Institutului de Artă Teatrală și Cinematografică din București, regia: prof. rector George Dem. Loghin

## Regizor
• 2019: Maidanezul, Salonul Cărții „Luceafărul” din București și Studioul „Horia Bernea” ‒ Muzeul Țăranului Român
• 2017 – 2018: Magazinul de bărbați, Teatrul Zamora − Sala „Ferdinand” − Casino Sinaia, Cafeneaua Muzeului orașului Sinaia − Castelul Știrbey, Centrul Cultural „Aurel Stroe” din Bușteni, Casa de Cultură „Geo Bogza” din Câmpina, Casa de Cultură din Comarnic, Teatrul Dramaturgilor Români din București, spectacol-coupé (Pisica, dramă; Stația, dramedie fantastică; Cealaltă fată, fragment comic din miniromanul omonim; Magazinul de bărbați, fantezie comică; texte de Alexandra Ares), co-regie alături de Valeria Ioniță
• 2017: Nemuritorul Caragiale, Teatrul Zamora − Cafeneaua Regală din cadrul Casino Sinaia, spectacol-lectură prezentat cu ocazia aniversării a 165 de ani de la nașterea lui I. L. Caragiale
• 2016 − 2017: Bunica la Istanbul, Teatrul Zamora − Cafeneaua Regală și Sala de Teatru din cadrul Casino Sinaia, Centrul Cultural „Aurel Stroe” din Bușteni, Amfiteatrul Colegiului Național „Dinicu Golescu” din Câmpulung Muscel
• 2011: Horoscopul Puterii, Teatrul „Tudor Vianu” din Giurgiu 

## Actor
• 2016: Bunica la Istanbul, rolul Vameșul, spectacol-lectură prezentat de Teatrul Zamora la Cafeneaua Regală din cadrul Casino Sinaia, text și regie de autor
• 2016: Ultima cafea cu Iuliu Maniu de Dinu Grigorescu, rolul Fiul, spectacol radiofonic prezentat de Teatrul Național Radiofonic, regia: Mihai Lungeanu, redactor: Domnica Țundrea
• 2015: Prologul sau O piesă interzisă de cenzura comunistă de Candid Stoica, spectacol-lectură prezentat în cadrul Clubului Dramaturgilor de la ICR, regia: Candid Stoica 

## Publicații

#### Teatru
• 2021: Teatru românesc contemporan, Ed. Academiei Române
• 2017: O bunică de milioane: Comedie în două acte, în colaborare cu Alexandra Ares, Ed. Ghepardul
• 2016: Grandmother at Istanbul: Bitter Comedy in Three Acts / Bunica la Istanbul: Comedie amară în trei acte, ediție bilingvă româno-engleză, traducere în limba engleză de Valeria Sanda Ioniță, Ed. Ghepardul
• 2016: The Last Coffee with Iuliu Maniu at the National Radio Theatre / Ultima cafea cu Iuliu Maniu la Teatrul Național Radiofonic, ediție bilingvă româno-engleză, traducere în limba engleză de Valeria Sanda Ioniță, Ed. Ghepardul
• 2016: Dinu Grigorescu la Teatrul Național Radiofonic: Ultima cafea cu Iuliu Maniu, Ed. Ghepardul
• 2016: Chirping Comedies: Three Plays from Dracula’s Country, traducere în limba engleză de Valeria Sanda Ioniță, Ed. Ghepardul
• 2015: Iadul vesel: Opera Omnia (20 de comedii), Ed. Tipo Moldova
• 2015: Valsul lebedelor, Ed. Ghepardul 
• 2014: Trilogie satirică: Nunțile, Ed. Ghepardul
• 2014: Blana de păianjen, Ed. Ghepardul
• 2014: Comedii turbate: Maidanezii, Ed. Ghepardul
• 2013: Gazouillis des oiseaux, traducere în limba franceză de Laurent Rossion a comediei Ciripit de Păsărele, Ed. Tritonic 
• 2013: Ultima cafea cu Iuliu Maniu, Ed. Ghepardul
• 2013: Comedii domestice, Ed. Ghepardul
• 2012: Salonul Oglinzilor − Vivat Caragiale!, Ed. Ghepardul
• 2011: Maidanezii, Ed. Ghepardul
• 2011: Horoscopul Puterii, Ed. Karta-Graphic
• 2010: Elefantul, Ed. Ghepardul
• 2008: Autostrada broaștelor, Ed. Ghepardul
• 2007: Nuntă cu girofar, Ed. Karta-Graphic
• 2005: Audiență la Dumnezeu, Ed. Palimpsest 
• 2004: Foșnetul banilor, Ed. Ghepardul
• 2004: Soacra cibernetică, Ed. Ghepardul
• 2004: Femeia gonflabilă, Ed. Ghepardul
• 2004: Nuntă cu girofar, Ed. Ghepardul
• 2003: Nuntă cu miliar...dar, Ed. Ghepardul
• 2003: Le Gazouillis des oiseaux, traducere în limba franceză de Laurent Rossion, Ed. Ghepardul; 2015, ediția a doua; 2017, ediția a treia 
• 2001: Comedii la microfon (Valsul lebedelor, Bunica la Istanbul, Ciripit de păsărele), Ed. Meridiane
• 2001: Schimbare de sex: Cinci comedii (Nuntă cu miliar...dar, Foșnetul banilor, Blonda brunetă, Invitație la recepție, Schimbare de sex), Ed. Meridiane
• 1998: The Wild East: Three Comedies (The Demolition of the Holy Spirit, Miss Dracula, Jaguar Party), traducere în limba engleză de Adrian Solomon, Monica Voiculescu și Ioana Zirra, Ed. Olimp
• 1997: Estul sălbatic – Cinci comedii inedite (Demolarea Sfântului Duh, Ruleta americană, Șarpele boa, Bunica la Istanbul, Estul sălbatic), Ed. RAI-Coresi
• 1997: Iadul vesel – Șapte comedii jucate (Nuntă cu dar, Ciripit de păsărele, Fluturi de noapte, Iadul vesel, Miss... Tranziția, Jaguar Party, Valsul lebedelor), Ed. RAI-Coresi
• 1995: Ciripit de păsărele, Ed. Z
• 1995: Valsul lebedelor, Ed. Z 
• 1995: Regele broaștelor, Ed. Z
• 1988: Ciripit de păsărele ∙ Fluturi de noapte, Ed. Eminescu

#### Proză

##### Memorialistică
• 2019: Diplomat fără voie: De la Dunărea albastră la Fluviul Galben, Ed. Ghepardul
• 2018: Carte pentru Aris, Ed. Ghepardul
• 2008: Memorii pikante din rucsacul cu replici, Ed. Ghepardul
• 2007: Liberi în Orașul Interzis: Jurnal chinez (segmentul Însemnări vesele pe spinarea dragonului), Ed. Ghepardul
• 2004: Divina Primărie, Ed. Ghepardul
• 2004: Album de familie, Edit ART

##### Eseistică
• 2021: Portrete vivante, Ed. Ghepardul
• 2013: Rezervația Dramaturgilor: De la Aristofan la Fast-food, Ed. Ghepardul; 2014, ediția a doua
• 2010: Autografe pe cortină: Cel mai greu (de găsit) comediograf, Ed. Ghepardul; 2018, ediția a doua
• 2008: Caragiale stelist: Careul dramaturgilor, Ed. VOX

##### Proză umoristică
• 2010: Umor demisec: Haz de colecție, Ed. Ghepardul
• 2009: Vizita ursului: Atacuri umoristice, Ed. Ghepardul; 2010, ediția a doua

#### Critică teatrală
• 2021: Magia serilor de teatru: Cronici sentimentale, Ed. Ghepardul
• 2020: Cronici crocante, Ed. Ghepardul

#### Poezie
• 2016: Secretul de sub pălărie: Dezvăluiri poetice la spartul târgului, Ed. Ghepardul
• 2009: Bună dimineața, Tirol!, Ed. Karta-Graphic
• 2009: Bară la bară, serpentine lirice, Ed. Ghepardul; 2017, ediția a doua
• 1998: Dresura de cuvinte / Taming the Words, ediție bilingvă româno-engleză, traducere în limba engleză de Stelian Apostolescu și Dorina Tănase, Ed. Didactică și Pedagogică
• 1995: Poeme scrise pe un geamantan, Ed. Olimp
• 1993: Sharks in Aquarium, traducere în limba engleză de Stelian Apostolescu și Dorina Tănase, Ed. Olimp
• 1992: Acvariul cu rechini, Ed. Info Press  

#### Publicistică

##### Jurnalism cultural
• 2020: Sinaia, armura de cuvinte, 2 vol., coord. Octavia Ghiocel Floricică, Ed. Amanda Edit. Eseuri, cronici de spectacol, poezii publicate în antologie.
• 2019 ‒ prezent: Cronici de teatru, editorial, critică literară publicate în revista teatrală Rinocerul.
• 2017 ‒ 2019: Autorul rubricii „Amintiri picante” a magazinului teatral online Revista Teatrală Radio (un proiect Radio România Cultural coordonat de Costin Tuchilă).
• 2016 ‒ 2020: Cronici de teatru, editorial, poezii, critică literară, proză umoristică, memorii, portrete publicate în ziarul Ciripit de păsărele.

##### Critică de teatru
• 2020 ‒ prezent: Cronicar teatral la revista Drama.
• 2019 ‒ prezent: Cronicar dramatic și director la revista Rinocerul.
• 2018 ‒ prezent: Cronicar de teatru la revista Neuma
• 2017 ‒ 2019: Cronicar dramatic la magazinul teatral online Revista Teatrală Radio.
• 2016 ‒ 2020: Cronicar de teatru la ziarul Ciripit de păsărele.
• 2012 ‒ 2019: Cronicar dramatic la revista Luceafărul de dimineață.
• 2012: Cronicar de teatru la revista Literatorul.

## Aprecieri critice
"Dramaturgul este atât de sensibil (de aceea vulnerabil) la detaliile vieții românești, fie acestea  pre-sau post revoluționare, încât, ajungând pe 'culmile disperării' se cioranizează, riscând să îi nimicească pe români din prea multă iubire. Fiecare dintre satirele sale te aruncă într-o lume buimăcită, ahtiată, după 'missuri și compromisuri', o lume în primul rând impudică, ce se dezbracă și se exhibă, se oferă: o lume în care mai ales totul se vinde și se cumpără în care totul se vinde și se cumpără, ca în acest delir al enumerării din Jaguar Party: Lume, lume! Vindem bomboane, caramele, delikat, electrominciuni fiole! Gramofon! Hârtie igienică super! Lumânări extra! Macrameuri! Napolitane! Blue-jeans Lewis! Săpunuri! Pricomigdale! Șireturi și șemineuiri! Tirbușoane, tromboane! Dacă nu un iad vesel, este oricum un paradis răsturnat, în care se desacralizează orice valoare."   
Citat din Comicul Perplex, Dinu Grigorescu - singur printre dramaturgi, de Mircea Ghițulescu în Istoria Literaturii Române:Dramaturgia, pg. 382, Ed. Tracus Arte.

## Viața personală

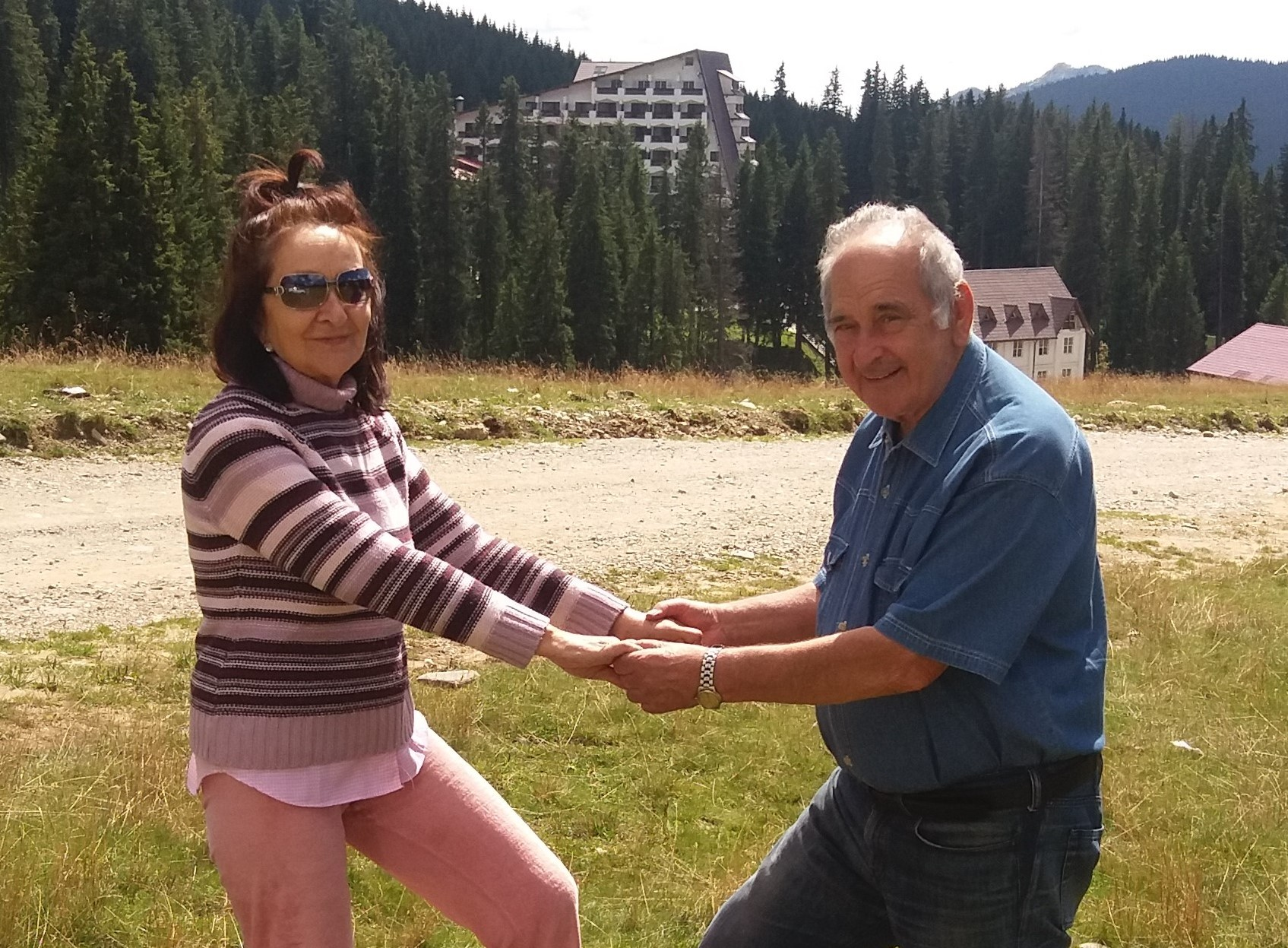
Dinu și Despina Grigorescu

Căsătorit cu Despina Lungu (octombrie 1962). Are doi copii, Darie Grigorescu și Alexandra Grigorescu, cunoscută drept scriitoarea Alexandra Ares.